# Benjamin Raich
Benjamin Raich (ur. 28 lutego 1978 r. w Arzl im Pitztal) – austriacki narciarz alpejski, czterokrotny medalista olimpijski, wielokrotny medalista mistrzostw świata seniorów i juniorów, a także zdobywca Pucharu Świata.

## Kariera
Po raz pierwszy na arenie międzynarodowej Benjamin Raich pojawił się 17 grudnia 1994 roku w Neustift im Stubaital, gdzie w zawodach FIS Race w gigancie zajął 22. miejsce. W marcu 1996 roku wystartował na mistrzostwach świata juniorów w Schwyz, gdzie nie ukończył rywalizacji w gigancie, jednak w slalomie wywalczył złoty medal. Na rozgrywanych rok później mistrzostwach świata juniorów w Schladming nie ukończył drugiego przejazdu w slalomie, był za to najlepszy w gigancie. Najlepsze wynik w tej kategorii wiekowej osiągnął jednak podczas mistrzostw świata juniorów w Megève w 1998 roku, gdzie zwyciężał w slalomie, gigancie oraz kombinacji. W międzyczasie, 10 marca 1996 roku w Kvitfjell, zadebiutował w zawodach Pucharu Świata, jednak nie ukończył zawodów w slalomie. Pierwsze punkty zdobył nieco ponad rok później 15 marca 1997 roku w Vail, zajmując osiemnaste miejsce w gigancie.
Regularne starty w zawodach pucharowych rozpoczął w sezonie 1998/1999. W swoim ósmym starcie tego sezonu, 6 stycznia 1999 roku w Kranjskiej Gorze po raz pierwszy stanął na podium, zajmując trzecie miejsce w slalomie. W zawodach tych wyprzedzili go jedynie Słoweniec Jure Košir oraz kolejny Austriak, Thomas Stangassinger. W kolejnych startach jeszcze cztery razy stawał na podium, w tym trzykrotnie zwyciężał: 7 stycznia w Schladming w slalomie, 10 stycznia we Flachau w gigancie oraz 17 stycznia 1999 roku w Wengen, ponownie w slalomie. W klasyfikacji generalnej dało mu to dziesiąte miejsce, w klasyfikacji giganta był siódmy, a wśród slalomistów zajął szóste miejsce. W lutym 1999 roku wystartował na mistrzostwach świata w Vail, gdzie był szósty w slalomie, a giganta nie ukończył. Podobne wyniki osiągał w sezonie 1999/2000, który ukończył na dziewiątym miejscu w klasyfikacji generalnej oraz czwartym w klasyfikacji giganta. Na podium stawał siedmiokrotnie, przy czym 26 lutego w Yongpyong i 18 marca 2000 roku w Bormio wygrywał giganta.
Pierwszy medal wśród seniorów wywalczył na mistrzostwach świata w St. Anton, gdzie zdobył srebrny medal w slalomie. Na podium rozdzielił tam swego rodaka Mario Matta oraz Mitję Kunca ze Słowenii. Do zwycięzcy stracił zaledwie 0,15 sekundy. Wystąpił także w gigancie, jednak nie ukończył drugiego przejazdu. W zawodach pucharowych ośmiokrotnie plasował się w najlepszej trójce, odnosząc cztery zwycięstwa w slalomie: 14 stycznia w Wengen, 21 stycznia w Kitzbühel, 23 stycznia w Schladming oraz 11 marca 2001 roku w Åre. Wyniki te pozwoliły mu zająć czwarte miejsce w klasyfikacji generalnej i giganta, a w klasyfikacji slalomu wywalczył pierwszą w karierze Małą Kryształową Kulę. W kolejnym sezonie na podium stanął trzy razy: 20 grudnia 2001 roku w Kranjskiej Gorze był drugi, dzień później zwyciężył, a 10 marca 2002 roku w Altenmarkt ponownie był drugi w slalomie gigancie. W klasyfikacji generalnej zajął ostatecznie dziewiąte miejsce, a wśród gigancistów był drugi za Francuzem, Frédérikiem Covilim. W lutym 2002 roku startował na igrzyskach olimpijskich w Salt Lake City, gdzie wywalczył dwa medale. Najpierw wystąpił w kombinacji, osiągając trzynasty czas zjazdu i trzeci w slalomie, co dało mu ostatecznie brązowy medal. W zawodach tych wyprzedzili go tylko Norweg Kjetil André Aamodt i Bode Miller z USA. Trzecie miejsce zajął także w rozgrywanym dziesięć dni później slalomie, plasując się za dwoma Francuzami: Jean-Pierre'em Vidalem i Sébastienem Amiezem. Był ponadto czwarty w gigancie, przegrywając walkę o podium z Norwegiem Lasse Kjusem o 0,08 sekundy.
Starty w sezonie 2002/2003 rozpoczął od występu w slalomie 27 października w Sölden, jednak nie ukończył rywalizacji. W dwóch kolejnych startach, 22 i 24 listopada w Park City zajmował trzecie miejsce, kolejno w gigancie i slalomie. W pozostałej części sezonu lepsze występy przeplatał słabszymi, na podium stając jeszcze trzy razy: 28 stycznia w Schladming był drugi w slalomie, 2 marca w Yongpyong trzeci w tej konkurencji, a 15 marca 2003 roku w Lillehammer był drugi w gigancie. Po raz pierwszy od czterech lat nie odniósł żadnego pucharowego zwycięstwa. Dało mu to ósme miejsce w klasyfikacji generalnej i giganta oraz szóste w klasyfikacji slalomu. Z rozgrywanych w lutym 2003 roku mistrzostw świata w Sankt Moritz wrócił bez medalu. Kombinacji nie ukończył, w gigancie był dziewiąty, a w slalomie czwarty, przegrywając walkę o brązowy medal z Włochem Giorgio Roccą o 0,10 sekundy. Pierwszy raz na podium klasyfikacji generalnej PŚ stanął w sezonie 2003/2004, zajmując trzecie miejsce za dwoma innymi Austriakami: Hermannem Maierem i Stephanem Eberharterem. Był także drugi w klasyfikacji kombinacji, trzeci w klasyfikacji slalomu i czwarty w gigancie. Na podium stawał sześć razy, z czego trzy na najwyższym stopniu: 3 stycznia we Flachau był najlepszy w gigancie, a 18 stycznia w Wengen i 27 stycznia 2004 roku w Schladming zwyciężał w slalomie.
W przeciągu swych startów w Pucharze Świata najwięcej punktów Austriak zgromadził w sezonie 2004/2005. W sumie jedenaście razy plasował się w najlepszej trójce, odnosząc trzy zwycięstwa: 5 grudnia w Beaver Creek wygrał slalom, 14 stycznia w Wengen był najlepszy w kombinacji, a 26 lutego 2005 roku w Kranjskiej Gorze zwyciężył w gigancie. Łącznie zebrał 1454 punkty, co dało mu drugie miejsce w klasyfikacji generalnej, 194 punkty za zwycięzcą, Bode Millerem. W tym samym sezonie Raich zwyciężył ponadto w klasyfikacjach kombinacji, slalomu i giganta, a w klasyfikacji supergiganta był szósty. Mistrzostwa świata w Bormio w 2005 roku okazały się dla Raicha najbardziej udaną imprezą w karierze; Austriak w pięciu startach wywalczył pięć medali. Najpierw wystąpił w supergigancie, w którym startował po raz pierwszy w zawodach tej rangi. Zajął w nim trzecie miejsce, ulegając tylko Millerowi i swemu rodakowi, Michaelowi Walchhoferowi. Cztery dni później wystartował w kombinacji, uzyskując trzeci czas zjazdu i najlepszy w slalomie. Dało mu to najlepszy łączny czas i zwycięstwo z przewagą 0,91 sekundy nad Norwegiem Akselem Lundem Svindalem. Następnie wywalczył srebrny medal w gigancie, rozdzielając Hermanna Maiera i Darona Rahlvesa z USA. Ponadto okazał się najlepszy w slalomie, a wspólnie z Renate Götschl, Kathrin Zettel, Michaelem Walchhoferem, Nicole Hosp i Rainerem Schönfelderem zdobył srebrny medal w zawodach drużynowych.
Swoją jedyną Kryształową Kulę za zwycięstwo w klasyfikacji generalnej zdobył w sezonie 2005/2006. Dziewiętnaście zawodów kończył w najlepszej dziesiątce, z czego na podium stawał aż dwunastokrotnie. Trzykrotnie był trzeci, dwukrotnie drugi, a siedem razy zwyciężał: 21 grudnia w Kranjskiej Gorze, 7 stycznia w Adelboden i 17 marca w Åre wygrywał giganta, 13 stycznia w Wengen, 22 stycznia w Kitzbühel i 3 lutego w Chamonix był najlepszy w superkombinacji, a 10 marca 2006 roku w Shiga Kōgen zwyciężył w slalomie. W efekcie zwyciężył w klasyfikacjach giganta i kombinacji, a wśród slalomistów był trzeci za Giorgio Roccą i Kalle Palanderem z Finlandii. W lutym 2006 roku wystartował na igrzyskach olimpijskich w Turynie, gdzie zwyciężył w slalomie oraz gigancie. Zajął tam również 21. miejsce w supergigancie, a rywalizacji w kombinacji nie ukończył.
W czterech kolejnych sezonach zajmował drugie miejsce w klasyfikacji generalnej. W tym czasie wielokrotnie stawał na podium zawodów Pucharu Świata, zwyciężając dwanaście razy. W sezonie 2006/2007 wygrywał 12 listopada w Levi, 30 stycznia w Schladming i 18 marca 2007 roku w Lenzerheide (slalom), 6 stycznia w Adelboden i 3 marca w Kranjskiej Gorze (gigant) oraz 9 marca 2007 roku w Kvitfjell (superkombinacja). W sezonach 2007/2008 i 2009/2010 odniósł po jednym zwycięstwie, odpowiednio 9 grudnia 2008 roku w Bad Kleinkirchheim (slalom) i 11 grudnia 2009 roku w Val d’Isère (superkombinacja). Kolejne cztery zwycięstwa zanotował w sezonie 2008/2009: 7 grudnia w Beaver Creek, 10 stycznia w Adelboden i 13 marca 2009 roku w Åre był najlepszy w gigancie, a 12 grudnia w Val d’Isère wygrał superkombinację. Zdobył Małą Kryształową Kulę w slalomie w sezonie 2006/2007 oraz w kombinacji w sezonie 2009/2010, a w klasyfikacji giganta był drugi w sezonach 2007/2008 i 2008/2009 oraz trzeci w sezonach 2006/2007 i 2009/2010.
W 2007 roku wystąpił na mistrzostwach świata w Åre, wspólnie z Renate Götschl, Fritzem Stroblem, Michaelą Kirchgasser, Marlies Schild i Mario Mattem zdobywając złoty medal w zawodach drużynowych. Indywidualnie wywalczył drugie miejsce w superkombinacji, w której uplasował się o 0,08 sekundy za Danielem Albrechtem, a o 0,16 sekundy przed jego rodakiem, Markiem Berthodem. Był też między innymi piąty w supergigancie i czwarty w slalomie, w którym w walce o medal lepszy o 0,03 sekundy okazał się Francuz Jean-Baptiste Grange. Na rozgrywanych dwa lata później mistrzostwach świata w Val d’Isère zdobył srebrny medal w gigancie, rozdzielając Szwajcara Carlo Jankę i Teda Ligety'ego z USA. Brał także udział w igrzyskach olimpijskich w Vancouver, gdzie jego najlepszym wynikiem było czwarte miejsce w slalomie. Po pierwszym przejeździe zajmował trzecie miejsce, jednak w drugim uzyskał szósty wynik, dzięki czemu wyprzedził go bezpośrednio Szwed André Myhrer. Zajął tam także szóste miejsce w superkombinacji i gigancie.
Ostatni medal zdobył w 2011 roku, kiedy podczas mistrzostw świata w Garmisch-Partenkirchen razem z Romedem Baumannem, Anną Fenninger, Michaelą Kirchgasser, Marlies Schild i Philippem Schörghoferem zajął drugie miejsce w zawodach drużynowych. Indywidualnie był piąty w supergigancie i czwarty w superkombinacji, w której walkę o podium przegrał z Włochem Peterem Fillem. W zawodach pucharowych tylko dwa razy znalazł się na podium, nie odnosząc zwycięstwa. W klasyfikacji generalnej, podobnie jak w kolejnych sezonach, plasował się poza najlepszą dziesiątką klasyfikacji generalnej. Ostatnie zwycięstwo odniósł 25 lutego 2012 roku w Crans Montana, gdzie był najlepszy w supergigancie. W sezonie 2012/2013 ani razu nie stanął na podium, a w sezonie 2013/2014 dokonał tego tylko raz, 8 marca 2014 roku w Kranjskiej Gorze zajmując drugie miejsce w gigancie. W 2013 roku wystąpił na mistrzostwach świata w Schladming, gdzie jego najlepszym wynikiem było dziewiąte miejsce w gigancie. Brał również udział w igrzyskach w Soczi w 2014 roku, gdzie był siódmy w gigancie, a rywalizacji w slalomie nie ukończył.
W 2006 roku otrzymał nagrodę Skieur d’Or, przyznawaną przez Międzynarodowe Stowarzyszenie Dziennikarzy Narciarskich. W tym samym roku został również sportowcem roku w Austrii oraz otrzymał Odznakę Honorową za Zasługi dla Republiki Austrii. Kilkukrotnie zdobywał medale mistrzostw kraju, w tym złoty w gigancie w 2000 roku.
Jego siostra, Carina Raich, również uprawiała narciarstwo alpejskie, a szwagier, Mario Stecher reprezentował Austrię w kombinacji norweskiej.

## Osiągnięcia

### Igrzyska olimpijskie
| Miejsce | Dzień     | Rok  | Miejscowość    | Konkurencja     | Czas biegu | Strata | Zwycięzca           |
| ------- | --------- | ---- | -------------- | --------------- | ---------- | ------ | ------------------- |
| 3.      | 13 lutego | 2002 | Salt Lake City | Kombinacja      | 3:17,56    | +0,70  | Kjetil André Aamodt |
| 4.      | 21 lutego | 2002 | Salt Lake City | Gigant          | 2:23,28    | +1,12  | Stephan Eberharter  |
| 3.      | 23 lutego | 2002 | Salt Lake City | Slalom          | 1:41,06    | +0,15  | Stephan Eberharter  |
| DNF     | 14 lutego | 2006 | Turyn          | Kombinacja      | 3:09,35    | -      | Ted Ligety          |
| 21.     | 18 lutego | 2006 | Turyn          | Supergigant     | 1:30,65    | +1,40  | Kjetil André Aamodt |
| 1.      | 20 lutego | 2006 | Turyn          | Gigant          | 2:35,00    | -      | -                   |
| 1.      | 25 lutego | 2006 | Turyn          | Slalom          | 1:43,14    | -      | -                   |
| 14.     | 19 lutego | 2010 | Vancouver      | Supergigant     | 1:30,65    | +1,01  | Aksel Lund Svindal  |
| 6.      | 21 lutego | 2010 | Vancouver      | Superkombinacja | 2:44,92    | +1,21  | Bode Miller         |
| 6.      | 23 lutego | 2010 | Vancouver      | Gigant          | 2:37,83    | +1,00  | Carlo Janka         |
| 4.      | 23 lutego | 2010 | Vancouver      | Slalom          | 1:39,32    | +0,49  | Giuliano Razzoli    |
| 7.      | 19 lutego | 2014 | Soczi          | Gigant          | 2:45,29    | +1,06  | Ted Ligety          |
| DNF     | 22 lutego | 2014 | Soczi          | Slalom          | 1:41,84    | -      | Mario Matt          |

### Mistrzostwa świata
| Miejsce | Dzień       | Rok  | Miejscowość         | Konkurencja     | Czas biegu | Strata | Zwycięzca            |
| ------- | ----------- | ---- | ------------------- | --------------- | ---------- | ------ | -------------------- |
| DNF2    | 12 lutego   | 1999 | Vail i Beaver Creek | Gigant          | 2:19,31    | -      | Lasse Kjus           |
| 5.      | 14 lutego   | 1999 | Vail i Beaver Creek | Slalom          | 1:42,12    | +0,43  | Kalle Palander       |
| DNF2    | 8 lutego    | 2001 | Sankt Anton         | Gigant          | 2:23,80    | -      | Michael von Grünigen |
| 2.      | 10 lutego   | 2001 | Sankt Anton         | Slalom          | 1:39,66    | +0,15  | Mario Matt           |
| 9.      | 12 lutego   | 2003 | Sankt Moritz        | Gigant          | 2:45,93    | +1,06  | Bode Miller          |
| 4.      | 16 lutego   | 2003 | Sankt Moritz        | Slalom          | 2:45,93    | +0,46  | Ivica Kostelić       |
| 3.      | 29 stycznia | 2005 | Bormio              | Supergigant     | 1:27,55    | +0,78  | Bode Miller          |
| 1.      | 3 lutego    | 2005 | Bormio              | Kombinacja      | 3:19,10    | -      | -                    |
| 2.      | 9 lutego    | 2005 | Bormio              | Gigant          | 2:50,41    | +0,15  | Hermann Maier        |
| 1.      | 12 lutego   | 2005 | Bormio              | Slalom          | 1:41,34    | -      | -                    |
| 2.      | 13 lutego   | 2005 | Bormio              | Drużynowo       | -          | -      | Niemcy               |
| 2.      | 8 lutego    | 2007 | Åre                 | Superkombinacja | 2:28,99    | +0,08  | Daniel Albrecht      |
| DNF1    | 14 lutego   | 2007 | Åre                 | Gigant          | 2:19,64    | -      | Aksel Lund Svindal   |
| 4.      | 17 lutego   | 2007 | Åre                 | Slalom          | 1:57,33    | +2,24  | Mario Matt           |
| 1.      | 18 lutego   | 2007 | Åre                 | Drużynowo       | -          | -      | -                    |
| 5.      | 4 lutego    | 2009 | Val d’Isère         | Supergigant     | 1:19,41    | +1,15  | Didier Cuche         |
| DNF1    | 9 lutego    | 2009 | Val d’Isère         | Superkombinacja | 2:23,00    | -      | Aksel Lund Svindal   |
| 2.      | 13 lutego   | 2009 | Val d’Isère         | Gigant          | 2:18,82    | +0,71  | Carlo Janka          |
| DSQ2    | 15 lutego   | 2009 | Val d’Isère         | Slalom          | 1:44,17    | -      | Manfred Pranger      |
| 5.      | 9 lutego    | 2011 | Ga-Pa               | Supergigant     | 1:38,31    | +1,24  | Christof Innerhofer  |
| 4.      | 14 lutego   | 2011 | Ga-Pa               | Superkombinacja | 2:54,51    | +2,17  | Aksel Lund Svindal   |
| 2.      | 16 lutego   | 2011 | Ga-Pa               | Drużynowo       | -          | -      | Francja              |
| DNF     | 11 lutego   | 2013 | Schladming          | Superkombinacja | 2:56,96    | -      | Ted Ligety           |
| 9.      | 15 lutego   | 2013 | Schladming          | Gigant          | 2:28,92    | +2,40  | Ted Ligety           |
| 13.     | 17 lutego   | 2013 | Schladming          | Slalom          | 1:51,03    | +2,59  | Marcel Hirscher      |
| DNF1    | 13 lutego   | 2015 | Vail/Beaver Creek   | Gigant          | 2:34,16    | -      | Ted Ligety           |
| DNF1    | 15 lutego   | 2015 | Vail/Beaver Creek   | Slalom          | 1:57,47    | -      | Jean-Baptiste Grange |

### Mistrzostwa świata juniorów
| Miejsce | Dzień     | Rok  | Miejscowość | Konkurencja | Czas biegu | Strata | Zwycięzca          |
| ------- | --------- | ---- | ----------- | ----------- | ---------- | ------ | ------------------ |
| DNF1    | 1 marca   | 1996 | Schwyz      | Gigant      | 2:03,09    | -      | Rainer Schönfelder |
| 1.      | 3 marca   | 1996 | Schwyz      | Slalom      | 1:31,71    | -      | -                  |
| 1.      | 28 lutego | 1997 | Schladming  | Gigant      | 2:00,57    | -      | -                  |
| DNF2    | 1 marca   | 1997 | Schladming  | Slalom      | 1:34,80    | -      | Mitja Dragšič      |
| 14.     | 26 lutego | 1998 | Megève      | Zjazd       | 1:20,39    | +1,00  | Andreas Buder      |
| 12.     | 27 lutego | 1998 | Megève      | Supergigant | 1:27,52    | +1,55  | Freddy Rech        |
| 1.      | 28 lutego | 1998 | Megève      | Gigant      | 2:01,62    | -      | -                  |
| 1.      | 1 marca   | 1998 | Megève      | Slalom      | 1:23,06    | -      | -                  |
| 1.      | 1 marca   | 1998 | Megève      | Kombinacja  | 15,55 pkt  | -      | -                  |

### Puchar Świata

#### Miejsca w klasyfikacji generalnej
- sezon 1997/1998: 96.
- sezon 1998/1999: 10.
- sezon 1999/2000: 9.
- sezon 2000/2001: 4.
- sezon 2001/2002: 9.
- sezon 2002/2003: 8.
- sezon 2003/2004: 3.
- sezon 2004/2005: 2.
- sezon 2005/2006: 1.
- sezon 2006/2007: 2.
- sezon 2007/2008: 2.
- sezon 2008/2009: 2.
- sezon 2009/2010: 2.
- sezon 2010/2011:11.
- sezon 2011/2012: 12.
- sezon 2012/2013: 20.
- sezon 2013/2014: 20.
- sezon 2014/2015: 28.

#### Zwycięstwa w zawodach
1. Schladming – 7 stycznia 1999 (slalom)
2. Flachau – 10 stycznia 1999 (gigant)
3. Wengen – 17 stycznia 1999 (slalom)
4. Yongpyong – 26 lutego 2000 (gigant)
5. Bormio – 18 marca 2000 (gigant)
6. Wengen – 14 stycznia 2001 (slalom)
7. Kitzbühel – 21 stycznia 2001 (slalom)
8. Schladming – 23 stycznia 2001 (slalom)
9. Åre – 11 marca 2001 (slalom)
10. Kranjska Gora – 21 grudnia 2001 (gigant)
11. Flachau – 3 stycznia 2004 (gigant)
12. Wengen – 18 stycznia 2004 (slalom)
13. Schladming – 27 stycznia 2004 (slalom)
14. Beaver Creek – 5 grudnia 2004 (slalom)
15. Wengen – 14 stycznia 2005 (superkombinacja)
16. Kranjska Gora – 26 lutego 2005 (slalom)
17. Kranjska Gora – 21 grudnia 2005 (gigant)
18. Adelboden – 7 stycznia 2006 (gigant)
19. Wengen – 13 stycznia 2006 (superkombinacja)
20. Kitzbühel – 22 stycznia 2006 (kombinacja)
21. Chamonix – 3 lutego 2006 (superkombinacja)
22. Shiga Kōgen – 10 marca 2006 (slalom)
23. Åre – 17 marca 2006 (gigant)
24. Levi – 12 listopada 2006 (slalom)
25. Adelboden – 6 stycznia 2007 (gigant)
26. Schladming – 30 stycznia 2007 (slalom)
27. Kranjska Gora – 3 marca 2007 (gigant)
28. Kvitfjell – 9 marca 2007 (superkombinacja)
29. Lenzerheide – 18 marca 2007 (slalom)
30. Bad Kleinkirchheim – 9 grudnia 2007 (slalom)
31. Beaver Creek – 7 grudnia 2008 (gigant)
32. Val d’Isère – 12 grudnia 2008 (superkombinacja)
33. Adelboden – 10 stycznia 2009 (gigant)
34. Åre – 13 marca 2009 (gigant)
35. Val d’Isère – 11 grudnia 2009 (superkombinacja)
36. Crans-Montana – 25 lutego 2012 (supergigant)

#### Pozostałe miejsca na podium w zawodach
1. Kranjska Gora – 6 stycznia 1999 (slalom) – 3.miejsce
2. Adelboden – 12 stycznia 1999 (gigant) – 3.miejsce
3. Madonna di Campiglio – 13 grudnia 1999 (slalom) – 2.miejsce
4. Kranjska Gora – 21 grudnia 1999 (slalom) – 2.miejsce
5. Saalbach-Hinterglemm – 22 grudnia 1999 (gigant) – 3.miejsce
6. Kitzbühel – 23 stycznia 2000 (slalom) – 3.miejsce
7. Bormio – 19 marca 2000 (slalom) – 2.miejsce
8. Les Arcs – 6 stycznia 2001 (gigant) – 2.miejsce
9. Shiga Kōgen – 15 lutego 2001 (gigant) – 3.miejsce
10. Shiga Kōgen – 17 lutego 2001 (slalom) – 3.miejsce
11. Åre – 10 marca 2001 (gigant) – 3.miejsce
12. Kranjska Gora – 20 grudnia 2001 (gigant) – 2.miejsce
13. Altenmarkt-Zauchensee – 10 marca 2002 (gigant) – 2.miejsce
14. Park City – 22 listopada 2002 (gigant) – 3.miejsce
15. Park City – 24 listopada 2002 (slalom) – 3.miejsce
16. Schladming – 28 stycznia 2003 (slalom) – 2.miejsce
17. Yongpyong – 2 marca 2003 (slalom) – 3.miejsce
18. Lillehammer – 15 marca 2003 (gigant) – 2.miejsce
19. Chamonix – 11 stycznia 2004 (kombinacja) – 2.miejsce
20. Kitzbühel – 25 stycznia 2004 (kombinacja) – 2.miejsce
21. Adelboden – 8 lutego 2004 (slalom) – 3.miejsce
22. Beaver Creek – 4 grudnia 2004 (gigant) – 3.miejsce
23. Val Gardena – 17 grudnia 2004 (supergigant) – 3.miejsce
24. Alta Badia – 19 grudnia 2004 (gigant) – 2.miejsce
25. Chamonix – 9 stycznia 2005 (slalom) – 2.miejsce
26. Wengen – 16 stycznia 2005 (slalom) – 3.miejsce
27. Schladming – 25 stycznia 2005 (slalom) – 2.miejsce
28. Kranjska Gora – 27 lutego 2005 (slalom) – 3.miejsce
29. Lenzerheide – 12 marca 2005 (gigant) – 3.miejsce
30. Lake Louise – 27 listopada 2005 (supergigant) – 2.miejsce
31. Madonna di Campiglio – 12 grudnia 2005 (slalom) – 2.miejsce
32. Adelboden – 8 stycznia 2006 (slalom) – 3.miejsce
33. Kitzbühel – 22 stycznia 2006 (slalom) – 3.miejsce
34. Schladming – 24 stycznia 2006 (slalom) – 3.miejsce
35. Adelboden – 7 stycznia 2007 (slalom) – 2.miejsce
36. Ga-Pa – 25 lutego 2007 (slalom) – 3.miejsce
37. Kranjska Gora – 4 marca 2007 (slalom) – 2.miejsce
38. Lenzerheide – 15 marca 2007 (supergigant) – 2.miejsce
39. Lake Louise – 25 listopada 2007 (supergigant) – 2.miejsce
40. Alta Badia – 16 grudnia 2007 (gigant) – 2.miejsce
41. Adelboden – 6 stycznia 2008 (slalom) – 2.miejsce
42. Kitzbühel – 20 stycznia 2008 (kombinacja) – 2.miejsce
43. Whistler – 23 lutego 2008 (gigant) – 3.miejsce
44. Bormio – 14 marca 2008 (gigant) – 2.miejsce
45. Alta Badia – 22 grudnia 2008 (slalom) – 3.miejsce
46. Sestriere – 22 lutego 2009 (gigant) – 3.miejsce
47. Lake Louise – 29 listopada 2009 (supergigant) – 2.miejsce
48. Beaver Creek – 6 grudnia 2009 (gigant) – 2.miejsce
49. Val d’Isère – 13 grudnia 2009 (gigant) – 3.miejsce
50. Kitzbühel – 24 stycznia 2010 (kombinacja) – 3.miejsce
51. Val d’Isère – 12 grudnia 2010 (slalom) – 2.miejsce
52. Hinterstoder – 5 lutego 2011 (supergigant) – 2.miejsce
53. Adelboden – 7 stycznia 2012 (gigant) – 2.miejsce
54. Crans-Montana – 24 lutego 2012 (supergigant) – 3.miejsce
55. Kranjska Gora – 8 marca 2014 (gigant) – 2.miejsce
56. Ga-Pa – 1 marca 2015 (gigant) – 3. miejsce

- W sumie (36 zwycięstw, 29 drugich i 27 trzecich miejsc).